# Jabal Al Mukaber
El Jabal Al Mukaber es un equipo de fútbol de Palestina que milita en la Cisjordania Premier League, la liga de fútbol más importante del país.

## Historia
Fue fundado en el año 1976 en la ciudad de Jabel Mukaber, al este de Jerusalem y ha sido campeón de la máxima categoría en una ocasión, en la temporada 2009/10, el único título de importancia que ha ganado.
A nivel internacional ha participado en un torneo continental, la Copa Presidente de la AFC 2011, en la cual quedó en tercer lugar en la fase de grupos, ganando solamente un partido.

## Palmarés
- Cisjordania Premier League: 1

2009/10

## Participación en competiciones de la AFC
| Temporada | Torneo                    | Ronda          | Club         | Resultado |
| --------- | ------------------------- | -------------- | ------------ | --------- |
| 2011      | Copa Presidente de la AFC | Fase de grupos | Yeedzin FC   | 7-0       |
| 2011      | Copa Presidente de la AFC | Fase de grupos | Yadanabon FC | 3-4       |
| 2011      | Copa Presidente de la AFC | Fase de grupos | Istiqlol     | 0-2       |